# 4-я Сокольническая улица
4-я Соко́льническая улица (до 6 мая 1986 года — 11-я Сокольническая улица) — улица района Сокольники Восточного административного округа города Москвы. Расположена между улицами Жебрунова и Барболина, параллельно 3-й и 5-й Сокольническим улицам. Пересекает улицу Гастелло.

## История
При застройке в XIX веке Сокольничьего поля, его название перешло на 12 улиц, часть которых исчезла в ходе реконструкции и последующего упорядочения нумерации. С 6 мая 1986 года перпендикулярные Русаковской улице 2-я и 4-я Сокольнические получили имена Жебрунова и Барболина соответственно. Пять оставшихся параллельных улиц были переименованы в 1—5-ю Сокольнические. Таким образом бывшая 11-я стала 4-й Сокольнической ул. Раньше это название носила перпендикулярная ей ул. Барболина..

## Примечательные здания и сооружения
Средний дом на фото, ныне по адресу 4-я Сокольническая, д. 4 (раньше 11-я Сокольническая д. 14), был построен в 30-е годы для нужд офицеров РККА. Согласно воспоминаниям дочери, в 1931 году там поселились будущие маршалы Жуков и Василевский. В 1938 году некоторые обитатели дома были репрессированы. Здание подверглось глубокой реконструкции с перепланировкой и надстройкой в 2004 г. До этого в доме располагался небольшой продовольственный магазин № 37, прозванный в народе «военным».
По адресу 4-я Сокольническая, д. 1А находится офис производителя лифтов «Союзлифтмонтаж».

## Транспорт
Ближайшие остановки общественного транспорта:
- Остановка «3-я Сокольническая улица» на улице Гастелло:
  - Автобус т32.
- Остановка «Улица Барболина»:
  - Автобус 975.

Ближайшая станция метро —  Сокольники.

## Фотогалерея

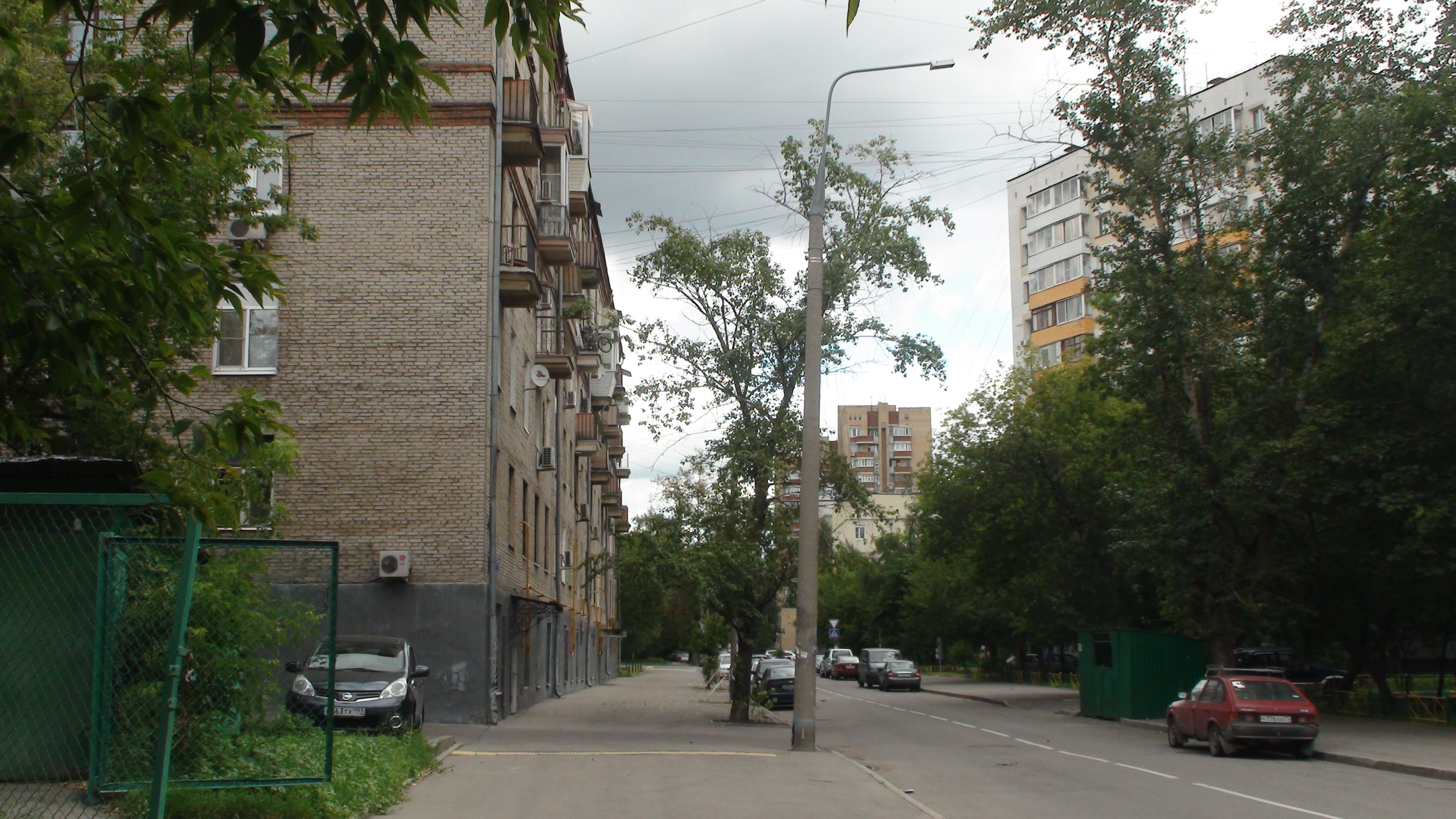
Сокольники улица 4-я Сокольническая
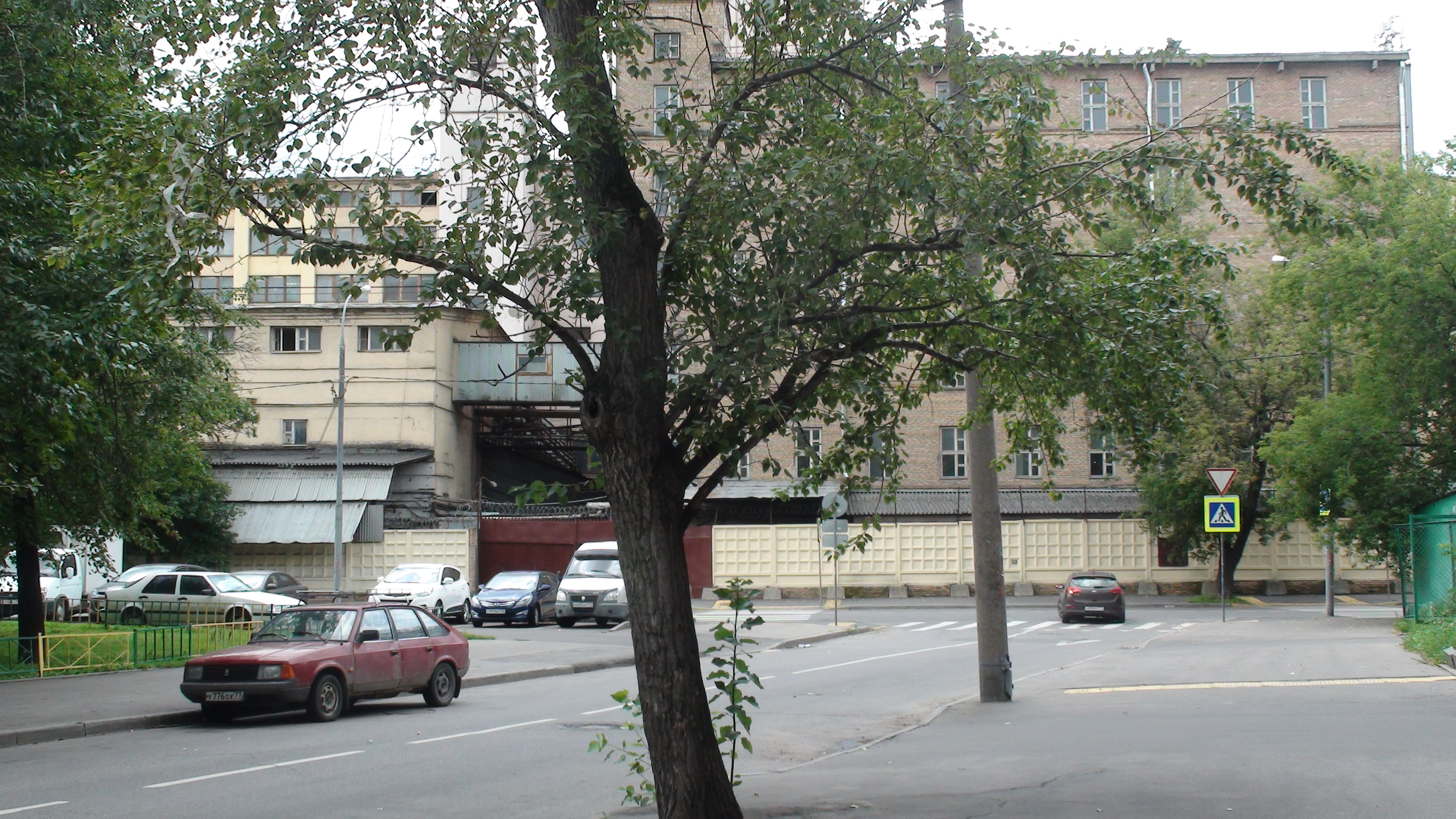
Сокольники улица 4-я Сокольническая